# Cheryl Toussaint
Cheryl Toussaint   (Brooklyn, 16 de desembre de 1952) va ser una atleta estatunidenca, que va córrer principalment en els 800 metres durant les dècades de 1960 i 1970.
El 1972 va prendre part en els Jocs Olímpics de Múnic, on va disputar dues proves del programa d'atletisme. Va guanyar la medalla de plata en el 4x400 metres relleus, fent equip amb Mable Fergerson, Madeline Manning i Kathy Hammond, mentre en els 800 metres quedà eliminada en sèries.
En el seu palmarès també destaquen els campionats de l'AAU de 400 metres de 1971 i els de 1973 de les 220 i 440 iardes.

## Millors marques
- 200 metres. 24.4" (1976)
- 400 metres. 52.3" (1977)
- 800 metres. 2'03.0" (1975)[1][2]